# Gutowo-Leśnictwo
Gutowo-Leśnictwo – osada leśna w Polsce położona w województwie kujawsko-pomorskim, w powiecie toruńskim, w gminie Zławieś Wielka.
W latach 1975–1998 miejscowość administracyjnie należała do województwa toruńskiego. Znajduje się tu również "Leśniczówka Gutowo".
Zobacz też: Gutowo